# Мухосранск

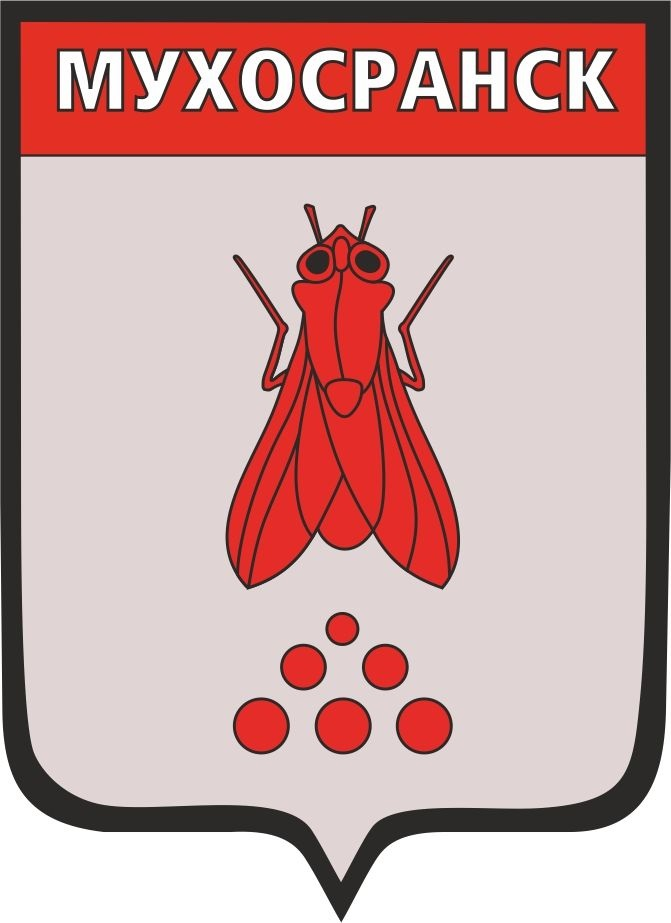
Неофициальный герб Мухосранска

Мухосра́нск — пейоративный квазитопоним, обозначающий «провинциальный город, глушь, глухомань».
Пейоративный квазитопоним характеризует описываемый объект с негативной стороны, указывая как на удалённость его от центра, так и «на отношение говорящего к объекту». А. Ф. Белоусов относит «Мухосранск» к «обсценным наименованиям», общей чертой которых является традиционная для жителей столицы «ассоциация провинции с „дикостью“, „грязью“ и „нищетой“». Определённую роль в формировании подобных образов может играть сходство в названиях вымышленного и реальных топонимов (например, Мусохраново, Саранск).

## Происхождение топонима
Согласно одной из версий, название «Мухосранск» могло появиться благодаря следующему описанию в рассказе «Как это было» известного советского фельетониста А. Зорича:

Когда составляли в 1862 году десятивёрстную карту империи, вовсе и обозначать не хотели этот город. Но тут поползла муха и сделала точку. Стали эту точку измерять и, оказывается, прямехонько на наш город муха сделала: такая аккуратная была муха, все градусы соблюла, и широту и долготу. Ну, конечно, карту портить жалко, приписали тогда обозначение, — и стал город.
— Цит. по: В. В. Абашев, А. Ф. Белоусов, Т. В. Цивьян. Геопанорама русской культуры: Провинция и её локальные тексты
Само название «Мухосранск» в тексте отсутствует.
В печати впервые появляется в повести Аллы Кторовой «Кларка-террористка»:
Сейчас 50-й год и Лина кончает Фармшколу. Дело обстоит как нельзя лучше. За все три года обучения у неё ни одной четверки. Сплошная отличница и её, в числе пяти процентов особо отличившихся, не «распределяют», не направляют на работу в «Мухосранск», а дают возможность поступить в Москве в Фармацевтический Институт.

## Использование в СМИ
По мнению А. Ф. Белоусова, «Мухосранск» как «символ провинциального города» в современной России не менее популярен, чем, например, «Урюпинск». В то же время исследователь отмечает значительно меньшую распространённость этого слова в прессе, считая его чересчур «экспрессивным и неподходящим для печати».
Как отмечают различные источники, в связи с принятием в 2012 году поправок к федеральному закону «О защите детей от информации, причиняющей вред их здоровью и развитию», слово «Мухосранск» может исчезнуть из эфира центральных телеканалов.